# Monuments nationaux de Prozor-Rama
Cet article recense les monuments nationaux situés sur le territoire de la municipalité de Prozor-Rama en Bosnie-Herzégovine et dans la fédération de Bosnie-et-Herzégovine. La liste établie par la Commission pour la protection des monuments nationaux compte 4 monuments nationaux inscrits sur la liste principale et 2 monuments inscrits sur une liste provisoire.

## Monuments nationaux
| Monument                    | Localité  | Géolocalisation | Datation                                                 | Commentaire éventuel                                           | Photo |
| --------------------------- | --------- | --------------- | -------------------------------------------------------- | -------------------------------------------------------------- | ----- |
| Mosquée de Lizoperci        | Lizoperci |                 | 1530 ?                                                   | Avec son mekteb (école coranique) et son cimetière             |       |
| Couvent franciscain de Šćit | Šćit      |                 | Sans doute fondé au XVe siècle ; remaniements ultérieurs | Avec les décorations et les biens mobiliers                    |       |
| Mémorial de Makljen         | Prozor    |                 | 1978                                                     | Commémoration d'une bataille de 1943 ; œuvre de Boško Kućanski |       |
| Forteresse de Prozor        | Prozor    |                 | ?                                                        | Site archéologique et vestiges                                 |       |

## Liste provisoire
| Monument                    | Localité | Géolocalisation | Datation | Commentaire éventuel | Photo |
| --------------------------- | -------- | --------------- | -------- | -------------------- | ----- |
| Čaršijska džamija de Prozor | Prozor   |                 |          | Mosquée              |       |
| Tour de l'horloge de Prozor | Rama     |                 |          | Tour de l'horloge    |       |